# Ахац Фердинанд фон дер Асебург
Ахац Фердинанд фон дер Асебург (на немски: Achaz Ferdinand von der Asseburg; * 20 юли 1721, Майздорф, част от Фалкенщайн); † 13 март 1797, Брауншвайг) е фрайхер, благородник от род фон дер Асебург, наследствен господар на Майздорф и част от Фалкенщайн, дипломат, руски имперски таен съветник, пратеник в Имперското събрание в Регенсбург.

## Биография
Той е най-малкият син на пруския камерхер Йохан Лудвиг фон дер Асебург (1685 – 1732) и съпругата му Анна Мария фон дер Шуленбург-Апенбург (1681 – 1738), сестра на Левин Дитрих фон дер Шуленбург (1678 – 1743), дъщеря на Дитрих Херман I фон дер Шуленбург (1638 – 1693) и фрайин Амалия фон дер Шуленбург (1643 – 1713). По-големите му братя са Карл Хайнрих Дитрих фон дер Асебург (* 1 май 1711, Майздорф; † 29 октомври 1749, Потсдам) и Вернер Фридрих Лудвиг фон дер Асебург (* 2 юни 1717, Майздорф; † 3 декември 1755).
Ахац Фердинанд строи през 1769 г. дворец Майздорф. Той става дворцов чиновник, легационен съветник и камер-юнкер в шведскя двор на 31 януари/11 февруари 1746 г. в Стокхолм на служба при крал Фридрих от Швеция, на 27 декември 1751 г. в Касел също в двора на ландграф Вилхелм VIII фон Хесен-Касел и на 20 април 1767 г. таен съветник в Копенхаген в датския двор при крал Кристиан VII от Дания и Норвегия. По-късно, през 1771 г., е в руския двор на служба при великата руска княгиня Наталия Алексеевна, родена фон Хесен-Дармщат. Тя го награждава през 1773 г. с „Орден Свети Александър Невски“ и го назначава за упълномощен министрър в имерското събрание в Регенсбург до 1792 г.
Ахац Фердинанд фон дер Асебург умира на 75 години на 13 март 1797 г. в Брауншвайг.

## Фамилия
Ахац Фердинанд фон дер Асебург се жени на 8 октомври 1777 г. във Волфсбург за графиня Анна Мария фон дер Шуленбург-Волфсбург (* 1 декември 1752, Волфенбютел; † 20 март 1820, Майздорф), дъщеря на имперски граф Гебхард Вернер фон дер Шуленбург (1722 – 1788) и София Шарлота фон Велтхайм (1735 – 1793). Те имат три деца, от които само дъщеря му пораства:
- Анна Шарлота Фердинандине фон дер Асебург (* 30 септември 1778, Брауншвайг; † 26 октомври 1805, Торино), омъжена на 5 май 1799 г. в Майздорф за граф Мориц Левин Фридрих фон дер Шуленбург (* 2 януари 1774, Дрезден; † 4 септември 1814, Майздорф), син на граф Левин Фридрих IV фон дер Шуленбург (1738 – 1801) и графиня Мария Анна Вилхелмина фон Бозе (1747 – 1815)
- Карл Август Фердинанд фон дер Асебург (* 19 февруари 1780, Брауншвайг; † 3 февруари 1783, Брауншвайг)
- Кристиан Гебхард Фердинанд фон дер Асебург (* 18 февруари 1786, Майздорф; † 27 декември 1787, Брауншвайг)